# Abspannen (Feuerwehr)
Abspannen bezeichnet das Beenden eines Einsatzes der Feuerwehr. Der Begriff leitet sich vom Ausschirren eines Pferdes ab, dem sogenannten Ausspannen bzw. Abspannen. In früheren Zeiten, in denen die Feuerwehr noch mit von Pferden gezogenen Feuerspritzen an die Einsatzstelle eilte, begann der Einsatz mit dem Anspannen (Einspannen) der Pferde und endete mit dem Abspannen. Der Begriff wird fachsprachlich bis heute verwendet, wenngleich keine Pferde mehr genutzt werden.